# Bücherfass

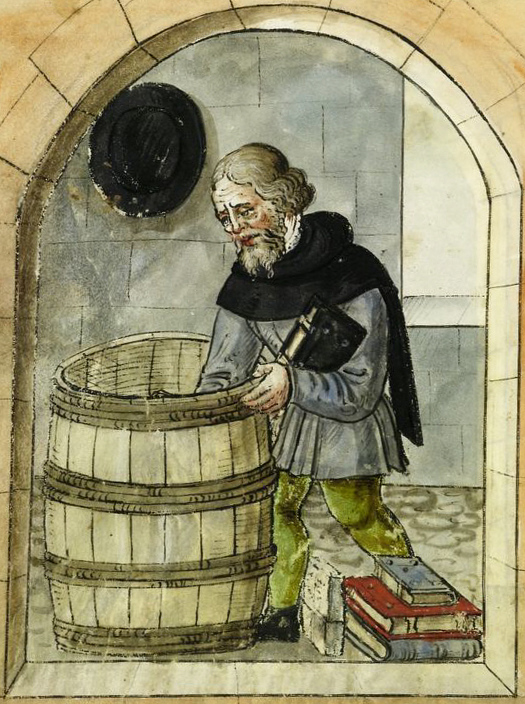
Der Buchhändler Heinrich Kepner vor einem Bücherfass (1543, Abbildung aus den Nürnberger Hausbüchern)

Ein Bücherfass war ein Holzfass, das bis in das 18. Jahrhundert als Transportmittel für den Versand von Büchern diente. In Fässer wurden meist ungeheftete Druckbögen oder ungebundene Bücher verpackt bzw. „eingeschlagen“.

## Geschichte
Bücherfässer waren bis in die Reformationszeit das vorherrschende Transportmittel für den Versand von Büchern. Später wurden diese auch in Ballen und „noch seltener“ in Kisten versandt. Der Vorteil von Fässern war, dass ihre Dichtigkeit die wertvollen Druckbögen vor Feuchtigkeit und Schmutz schützte. Zudem konnten die schweren Fässer leicht über schiefe Ebenen gerollt werden. Bedeutende Druckorte lagen am Rhein und beim Transport mit Schiffen waren Fässer die übliche Verpackung. Der Nürnberger Anton Koberger versandte seine Bücherfässer über ein Absatzgebiet, das das „ganze gebildete Abendland“ umfasste. Fuhrleute seines Vertrauens konnten Sendungen von 100 bis 200 Zentnern zur Messe in Lyon liefern.
Bücherfässer aus schlechtem Holz, Fässer, die feucht geworden waren oder Risse durch Austrocknung erhielten, waren der Grund für Schäden am Frachtgut. Der Transport in Ballen erforderte teures Leder zur schützenden Verpackung und wurde nicht von jedem Geschäftspartner akzeptiert.
Die kulturhistorische Sammlung des Deutschen Buch- und Schriftmuseums in Leipzig ließ 1996 von einer Böttcherei in Schkeuditz den historischen Nachbau eines Bücherfasses anfertigen. Bei einer Standfläche von etwa 70 und einer Höhe von 98 Zentimetern fasst es 300 Liter.
Im Pharmaziemuseum der Universität Basel wird ein Bücherfass ausgestellt, in dem einst die ungebundenen Druckbögen zur Frankfurter Buchmesse transportiert wurden.